# Myzostomida
Ordre
Les Myzostomida ou Myzostomatida sont un ordre de petits vers marins, parasites des échinodermes, principalement des crinoïdes. Ces annélides très inhabituels et diversifiés ont été découverts pour la première fois par Friedrich Sigismund Leuckart en 1827.

## Morphologie

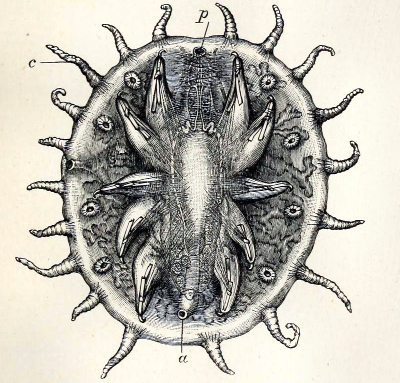
Anatomie du myzostome, montrant les cirres (c) ; le pharynx (p) et l'anus (a)

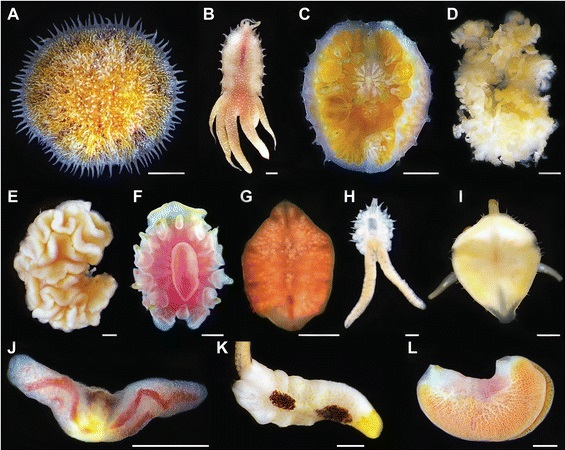
Diversité des formes corporelles des myzostomidés.

Un myzostomide typique a une forme aplatie et arrondie, avec un bord fin qui se termine par de délicats poils rayonnants appelés cirres. La surface dorsale est lisse, avec cinq paires de parapodes sur la surface inférieure. Ces parapodes sont armés de soies porteuses et crochues, qui permettent au ver d'adhérer à son hôte. Au-delà des parapodes se trouvent quatre paires d'organes, souvent appelés ventouses. Ces organes sont probablement de nature sensorielle et sont comparables aux organes sensoriels latéraux des capitellidés. La bouche et l'ouverture cloacale sont généralement situées à des extrémités opposées de la surface inférieure. La première conduit à un pharynx protrusible, à partir duquel l'œsophage s'ouvre dans une large chambre intestinale avec des diverticules latéraux ramifiés. Il ne semble pas y avoir de système vasculaire. Le système nerveux se compose d'un nerf circumoesophagien, avec un cerveau à peine différencié, rejoignant en dessous une grande masse ganglionnaire, représentant sans doute de nombreux ganglions fusionnés. Les muscles dorso-ventraux et parapodiaux sont très développés, tandis que le coelome se réduit principalement à des espaces ramifiés dans lesquels les produits génitaux mûrissent.
Les myzostomidés adultes sont hermaphrodites. Leurs organes internes consistent en un sac ramifié s'ouvrant vers l'extérieur ou de chaque côté. Les ovaires pairs déversent leurs œufs dans une chambre médiane avec des branches latérales, souvent appelée utérus, d'où les ovules mûrs (œufs) sont déversés par un pore dorsal médian dans l'extrémité du rectum.

## Biologie
Certaines espèces, comme Myzostoma cirriferum, se déplacent sur l'hôte ; d'autres, comme Myzostoma glabrum, restent immobiles avec le pharynx inséré dans la bouche du crinoïde. Myzostoma déformateur donne naissance à une galle sur le bras de l'hôte, une articulation de la pinnule se développant autour du ver de manière à l'enfermer dans un kyste tandis que Myzostoma pulvinar vit dans le tube digestif d'une espèce d'Antedon.
Fridtjof Nansen a écrit en 1885 la thèse Bidrag til myzostomernes anatomi og histologi sur les Myzostomida.

## Classification
Dans le passé, les Myzostomida étaient considérés comme des proches parents des vers plats trématodes ou des tardigrades, mais en 1998, il a été suggéré qu'ils constituaient un sous-groupe de polychètes. Cependant, une autre analyse réalisée en 2002 a suggéré que les myzostomides étaient plus étroitement liés aux vers plats ou aux rotifères et aux acanthocéphales. On pense désormais qu'il s'agit d'annélides, mais leur relation avec d'autres annélides n'est pas claire. Ainsi, les Myzostomida sont maintenant rangés dans la super-classe des Annelida incertae sedis .
Selon le World Register of Marine Species (23 décembre 2023), ces familles et ces genres sont acceptés dans cet ordre :
- Asteriomyzostomidae Jägersten, 1940[7]
  - Asteriomyzostomum Jägersten, 1940
- Asteromyzostomidae Wagin, 1954[8]
  - Asteromyzostomum Wagin, 1954
- Eenymeenymyzostomatidae Summers et Rouse, 2015[9]
  - Éenymeenymyzostoma Summers & Rouse, 2015
- Endomyzostomatidés Perrier, 1897[10]
  - Endomyzostome Perrier, 1897
  - Mycomyzostoma Eeckhaut, 1998
- Myzostomatidés Benham, 1896[11]
  - Cystimyzostomum Jagersten, 1940
  - Hypomyzostome Perrier, 1897
  - Mésomyzostome Remscheid, 1918
  - Myzostoma Leuckart, 1836
  - Notopharyngoïdes
- Protomyzostomidae Stummer-Traunfels, 1926[12]
  - Protomyzostomum Fedotov, 1912
- Pulvinomyzostomidae Jägersten, 1940[13]
  - Pulvinomyzostomum Jägersten, 1940
- Myzostomida incertae sedis[14]
  - Contramyzostoma Eeckhaut, Grygier & Deheyn, 1998
  - Cyclocirra Müller, 1841
  - Stelechopus Graff, 1884